# John Young
John Watts Young (24. září 1930 San Francisco, Kalifornie, USA – 5. ledna 2018 Seabrook, Texas, USA) byl vojenský pilot a astronaut, americký veterán programů Gemini a Apollo. Byl členem posádky Gemini 3, první pilotovaná mise programu Gemini. Při misi Apollo 10 se stali, společně s Staffordem a Cernanem, druhými návštěvníky Měsíce a při misi Apollo 16 se stal devátým návštěvníkem Měsíce, který vkročil na jeho povrch. V roce 1981 byl s Robertem Crippenem součástí posádky raketoplánu Columbia, při první misi raketoplánu v historii, STS-1. Ve vesmíru byl šestkrát.

## Život

### Před dráhou astronauta
Ve svých 22 letech dokončil roku 1952 Georgijský technický institut Georgia Institute of Technology v Atlantě, získal titul leteckého inženýra a nastoupil vojenskou službu. Začal jako pilot válečného námořnictva a sloužil na řadě posádek. Na torpedoborci USS Laws se zúčastnil války v Koreji. Od roku 1959 byl zkušebním pilotem a vedoucím techniků připravujících letouny Crusader a Phantom. Na Phantomu v roce 1962 získal několik světových rekordů ve stoupání do výšek 3000 a 25 000 metrů. V září 1962 se dostal do skupiny připravujících se astronautů a tři roky poté vzlétl do vesmíru.

### Lety do vesmíru
Všechny lety začínal z kosmodromu na mysu Canaveral. Poprvé letěl ve svých 35 letech v rámci programu Gemini v květnu 1965. V lodi Gemini 3 s ním byl velitel Grissom. Během čtyřhodinového letu poprvé měnili dráhu letu a přistáli na hladině Atlantského oceánu.
Za rok poté letěl s Gemini 10 už jako velitel, sebou měl Michaela Collinse. Délka letu byla 70 hodin, absolvovali 44 obletů Země. Na oběžné dráze se záměrně setkali se dvěma tělesy Agena TV10 a TV8.
Pak se přeškolil na program Apollo a v roce 1969 startoval v Apollu 10 společně s astronauty Thomasem Staffordem a Eugenem Cernanem směrem k Měsíci. Ten obletěli 33krát a vyzkoušeli vše před přistáním. Young pilotem velitelské sekce. Po osmi dnech se vrátili na Zemi, přistáli v Tichém oceánu.
V roce 1972 se dočkal letu na Měsíc. Letěl v Apollu 16 společně s Thomasem Mattinglym a Charlesem Dukem. Zatímco Mattingly zůstal na oběžné dráze Měsíce, Young s Dukem na Měsíci přistáli a také na něj vystoupili. Po splnění úkolů včetně vypuštění vozítka Lunar Rover se oba vrátili na oběžnou dráhu Měsíce, vypustili malou družici, odletěli na Zemi a přistáli na hladině Tichého oceánu.

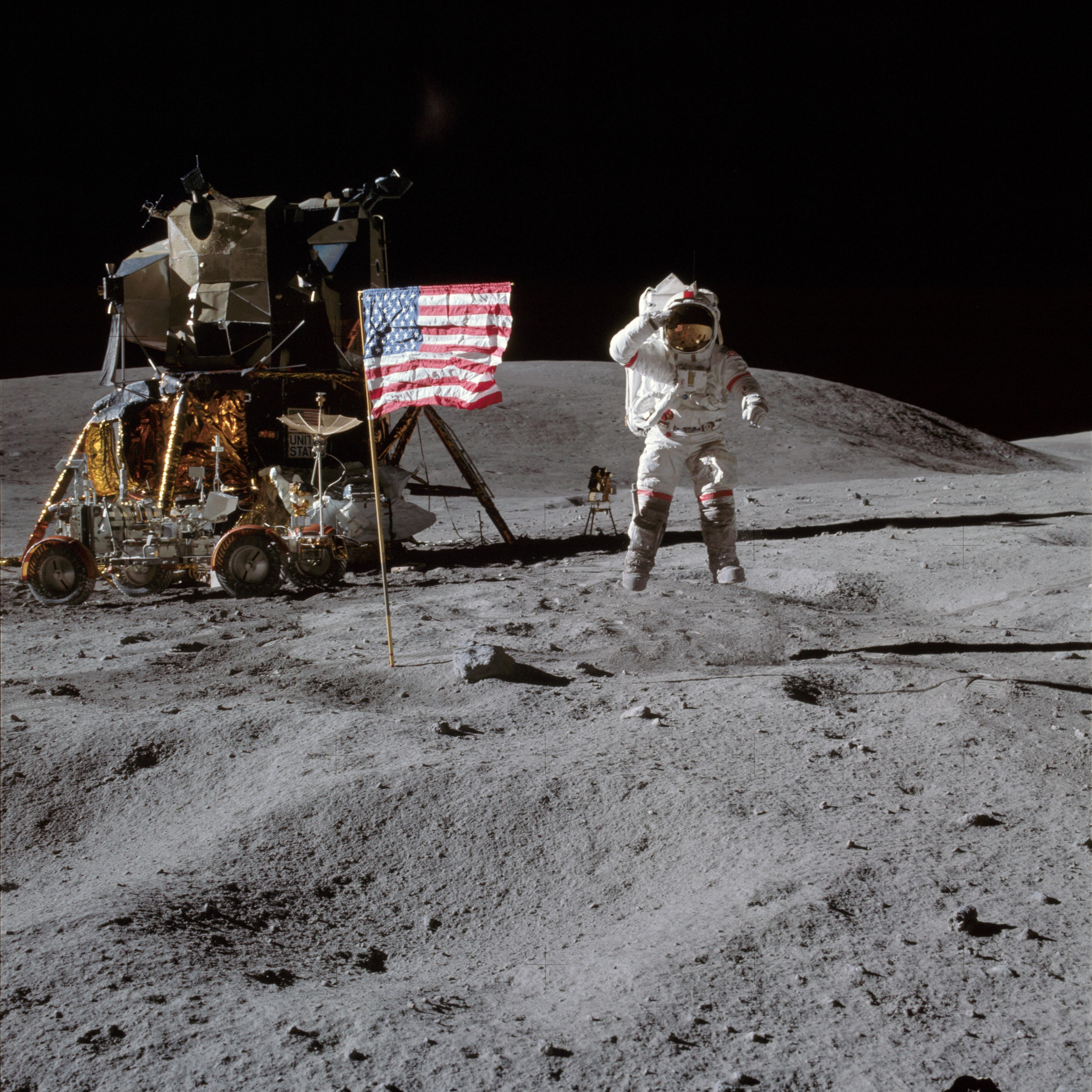
John Young na Měsíci

Ve věku 51 let letěl do vesmíru popáté a to poprvé vyzkoušet americký raketoplán Columbia na misi STS-1. Young byl jeho kapitán, spolu s ním letěl Robert Crippen. Zemi obletěli 36krát a přistáli na vojenské základně Edwards v Kalifornii.
O dva roky později odstartoval do vesmíru pošesté, a to na desetidenní misi STS-9 jako zkušený kapitán v čele šestičlenné posádky, kde byl i západoněmecký fyzik Ulf Merbold. Na palubě vynesli malou observatoř Spacelab. Let byl velice úspěšný po všech stránkách. Během svých šesti letů strávil ve vesmíru 34 dní.

### Lety v kostce
- Gemini 3 (23. března 1965)
- Gemini 10 (18. července 1966 – 21. července 1966)
- Apollo 10 (18. května 1969 – 26. května 1969)
- Apollo 16 (16. dubna 1972 – 27. dubna 1972)
- STS-1 Columbia (12. dubna 1981 – 14. dubna 1981).
- STS-9 Columbia (30. listopadu 1983 – 8. prosince 1983)

### Po skončení letů
Je podruhé ženatý a má dvě děti. V letech 1974 až 1987 byl vedoucím týmu kosmonautů NASA, pak se stal zvláštním asistentem ředitele střediska JSC pro techniku, provoz a bezpečnost. V roce 1976 opustil námořnictvo. V roce 1988 byl zapsán v Ohiu do National Aviation Hall of Fame (Národní letecká síň slávy). V letech 1996 až 2004 byl náměstkem ředitele JSC. V roce 2004 opustil NASA, v níž strávil 42 let svého života. Odešel do důchodu, v něm se věnoval problémům ekologie a energetiky. Zemřel dne 5. ledna 2018 na následky komplikací po zápalu plic.

### Zajímavosti
- Na autogramiádě 2004 chtěl za podpis 495 dolarů.[4] Téhož roku začal psát svou autobiografii.